# Neodrymonia yakushimensis
Neodrymonia yakushimensis är en fjärilsart som beskrevs av Nakamura 1959. Neodrymonia yakushimensis ingår i släktet Neodrymonia och familjen tandspinnare. Inga underarter finns listade i Catalogue of Life.